# 木下レオン
木下 レオン（きのした れおん 1975年8月12日 - ）は、日本の男性占術家。福岡県出身。身長178cm。血液型はB型。
フジテレビ系列で2020年4月15日から放送されている日本の占いバラエティ番組『突然ですが占ってもいいですか?』（とつぜんですがうらなってもいいですか?）のレギュラーに抜擢。
以前は毎週水曜日22:00 - 22:54 (JST)で放送されていたが、2023年10月31日からは毎週火曜日 20:00 - 21:00のゴールデンタイム放送へ移行している。

## 略歴
三代続く占い師の家系に生まれる。一代目の祖父は姓名判断、九星気学、手相、人相、地相、家相、神通力、四柱推命で占っていた。二代目の母は「薬院の母」の名で知られる有名占い師であり、四柱推命、九星気学、姓名判断、人相で占う。
三代目の木下レオンは、中国にルーツを持つ生年月日から運命を推測する、四柱推命、九星気学、神通力と、独自の経験・推察を融合したオリジナルの「帝王占術」で鑑定する。従来の占い師のイメージを払拭させるため、普段は青いスーツを着用している。
サラリーマンを13年間勤める中、自身を占い30歳で飲食店「居心地屋REON」を開業。店内で約4万人を無料で占い、その的中率が評判を呼ぶ。
「占いを通して、人々を幸せに導きたい」という想いから、2012年7月23日に「株式会社キングレオン」を設立。
４つの行動指針「Value - より開運に繋がるサービスの提供」「Spirit - 愛の精神」「Mission - 一人でも多くの人へ光と希望を与え、より良い方向へ」「Vision - 皆様と共に築く未来」に沿い、オンラインサロンPolarisの運営や開運アイテムの販売を行っている。また、収益の一部を貧困に苦しむ子ども達に寄付し、ボランティアや支援活動も同時に行っている。
オンラインサロンPolarisでは、「ともに邁進、ともに開運」をモットーに、木下レオン自らが得た神様の教えや開運行動などを紹介している。
得度を受け、2017年に真言宗の僧侶となる。僧名は木下 鳳祐（きのした ほうゆう）。

## 占った有名人
- 池畑慎之介
- 今田耕司
- 梅宮辰夫
- 蛭子能収
- 北村匠海
- 指原莉乃
- 紫吹淳
- スザンヌ
- 田村淳
- 出川哲朗
- どぶろっく
- 日本エレキテル連合
- 羽鳥慎一
- 林家ペー
- バービー
- 安田美沙子
- 山本美月
- ゴリけん
- ブルーリバー
- 高橋真麻
- 松方弘樹
- クリス松村
- 内藤大助
- KABA.ちゃん
- 林下清志(ビッグダディ)
- 熊切あさ美
- 藤田ニコル
- 橋本マナミ
- 川田裕美
- 相沢まき
- 松本薫
- CNBLUE
- ナヲ（マキシマム ザ ホルモン）
- 高嶋ちさ子
- 軽部真一
- 田中圭
- 上田慎一郎
- 松本穂香
- 鈴木奈々
- 菊地亜美
- マギー
- 榎並大二郎アナウンサー
- 藤井弘輝アナウンサー
- 宮司愛海アナウンサー
- 田村亮
- 浅田舞
- 小峠英二（バイきんぐ）
- ハリウッドザコシショウ
- 四千頭身（都築拓紀、後藤拓実、石橋遼大)
- 米倉涼子
- 風間俊介
- 加藤柚凪
- Fukase
- 比嘉愛未
- 鈴木福
- 小林星蘭
- 華原朋美
- みかん
- IMALU
- 小園凌央
- 石橋穂乃香
- 田原可南子
- 辻󠄀元清美
- 美川憲一
- はるな愛
- 高岡早紀
- 大久保佳代子
- いとうあさこ
- 中村獅童（息子：陽喜）
- 前田敦子
- クロちゃん（安田大サーカス）
- 高橋みなみ
- あびる優
- 後藤祐樹
- トラウデン直美
- トラウデン都仁
- ryuchell
- 與那城奨
- 嶋大輔
- 川尻蓮（JO1)
- 木村柾哉（INI)
- 石田純一
- いしだ壱成
- 梨花
- 長谷川理恵
- 稲垣吾郎
- 新垣結衣
- 峯岸みなみ
- 木下優樹菜
- 冨永愛
- 東出昌大
- アフロ
- 市川團十郎
- 上沼恵美子
- ひろゆき
- 朝倉未来
- 朝倉海
- 渡辺直美
- 横澤夏子

## 出演

### テレビ

#### 現在
- 突然ですが占ってもいいですか?（フジテレビ）[2][3]

#### 過去
九州朝日放送
- 羽鳥×宮本　福岡好いとぉ
- アサデス。
- ドォーモ

RKB毎日放送
- 天神ウォッチ
- チャギハ

テレビ西日本
- マニアマニエラ
- ももち浜ストア

中京テレビ
- 的中王2016
- 的中王（2015年1月3日）[4][5]

フジテレビ
- ザ・ノンフィクション～占う男・占われる女[6]

TVQ九州放送
- キレかわ女子部

福岡放送
- めんたいワイド

### ラジオ
- フォーチュン・レディオ（RKBラジオ - 2019年1月1日〜4日放送)
- リンク（FM福岡 - 2018年12月25日 放送)
- PAO〜N（KBCラジオ)

## 著書
- 強運のメソッド 木下レオン帝王占術　(2020/10/8)
- 浄化&開運で最強運を手に入れる 木下レオン吉方位の旅　(2021/12/20)
- 木下レオン 帝王占術 決定版　(2022/1/26)
- 木下レオン流　開運手帳2022　(2022/2/25)
- 木下レオン流　開運手帳2023　(2022/9/28)
- 木下レオンの絶対開運 帝王占術 2023　(2022/11/18)
- 木下レオンの今日から開運体質　(2022/11/28)
- 木下レオンの帝王占術 あなたには幸せな未来がある　(2023/3/1)
- 木下レオンの絶対開運 帝王占術 2024　(2023/10/5)
- 木下レオンの絶対開運 帝王占術 2025　(2024/9/26)
- 木下レオン流　開運手帳2025　(2024/11)